# Мъжът от U.N.C.L.E. (филм)
„Мъжът от U.N.C.L.E.“ (на английски: The Man from U.N.C.L.E.) е американски шпионски филм от 2015 г. на режисьора Гай Ричи, който е и съсценарист, заедно с Лайънъл Уиграм. Базиран е на едноименния сериал от 1964 г., създаден от Норман Фелтън и Сам Ролф. Във филма участват Хенри Кавил, Арми Хамър, Алисия Викандер, Елизабет Дебики, Джаред Харис, Лука Калвани, Силвестър Грот и Хю Грант.
Премиерата на филма се състои в Барселона на 2 август 2015 г. и е пуснат на 14 август 2015 г. от Уорнър Брос. Получи смесени отзиви от критиците и спечели $107 милиона в световен мащаб срещу бюджета от $75–84 милиона.

## Актьорски състав
| Актьор          | Роля                  |
| --------------- | --------------------- |
| Хенри Кавил     | Наполеон Соло         |
| Арми Хамър      | Иля Кирякин           |
| Алисия Викандер | Габи Телър            |
| Елизабет Дебики | Виктория Винчигуера   |
| Силвестър Грот  | Чичо Руди             |
| Крисчън Беркел  | Удо Телър             |
| Лука Калвани    | Александър Винчигуера |
| Миша Кузнецов   | Олег                  |
| Джаред Харис    | Ейдриън Сандърс       |
| Хю Грант        | Александър Уейвърли   |

## Пускане
Филмът е насрочен да бъде пуснат на 15 януари 2015 г., но на 12 август 2014 г. Уорнър Брос премества датата от 16 януари 2015 г. до 14 август 2015 г.
Филмът е издаден на DVD и Blu-ray на 17 ноември 2015 г. от Warner Home Video.

## В България
В България филмът е пуснат по кината на същата дата от Александра Филмс.
На 18 януари 2016 г. е пуснат на DVD и Blu-ray от PRO Video SRL чрез Филм Трейд.
На 24 март 2020 г. е излъчен по bTV Cinema с български войсоувър дублаж, направен в студио VMS. Екипът се състои от:
| Озвучаващи артисти  | Мими Йорданова Мартин Герасков Симеон Владов Петър Бонев Момчил Степанов |
| Преводач            | Силвия Вълкова                                                           |
| Тонрежисьор         | Сибин Златарев                                                           |
| Режисьор на дублажа | Радослав Рачев                                                           |